# Tirzepatida
La tirzepatida es un fármaco propuesto para ayudar a tratar la diabetes tipo 2, la obesidad y la esteatosis hepática. Es un análogo del polipéptido inhibidor gástrico (GIP), una hormona humana que estimula la liberación de insulina del páncreas, que funciona como agonista dual a nivel del receptor de dicha proteína y del Péptido similar al glucagón tipo 1 (GLP-1). La tirzepatida es un polipéptido lineal de 39 aminoácidos que se ha modificado químicamente mediante lipidación para mejorar su absorción en las células y su estabilidad en el metabolismo. El compuesto se administra como una inyección subcutánea semanal. Completó los ensayos de fase 3 a nivel mundial en 2021

## Mecanismo de acción
La tirzepatida es un agonista dual de los receptores GIP (péptido insulinotrópico dependiente de glucosa) y GLP-1 (péptido similar al glucagón tipo 1), mostrando mayor potencia para el receptor GIP (GIPR) in vitro. Su estructura se basa en una secuencia de aminoácidos polipeptídicos insulinotrópicos dependientes de la glucosa e incluye una fracción de diácido graso C20, lo cual mejora su estabilidad y duración de acción. El perfil farmacocinético (PK) de la tirzepatida permite su dosificación una vez por semana en humanos, facilitando el cumplimiento del tratamiento y mejorando la experiencia del paciente.

## Ensayos clínicos
En el estudio SURPASS-2, los pacientes con diabetes tipo 2, la tirzepatida no fue inferior ni superior a la semaglutida con respecto al cambio en el nivel de hemoglobina glicosilada a las 40 semanas de seguimiento.

## Efectos adversos
Los ensayos preclínicos, de fase 1 y de fase 2 han indicado que la tirzepatida presenta efectos adversos similares a los de otros agonistas del receptor de GLP-1. Estos efectos ocurren principalmente dentro del tracto gastrointestinal. Los efectos adversos observados con mayor frecuencia son náuseas, diarrea y vómitos, que se relacionaron con la cantidad de la dosis (es decir, mayor probabilidad cuanto mayor sea la dosis). La cantidad de pacientes que interrumpieron la toma de tirzepatida también aumentó a medida que aumentó la dosis; los pacientes que tomaron 15 mg tuvieron una tasa de interrupción del 25 % frente al 5,1 % para los pacientes que recibieron 5 mg y el 11,1 % para dulaglutida. En un grado levemente menor, los pacientes también informaron una reducción del apetito. Otros efectos secundarios notificados fueron dispepsia, estreñimiento, dolor abdominal, mareos e hipoglucemia.